# Malawi na Letnich Igrzyskach Olimpijskich 1996
Malawi na Letnich Igrzyskach Olimpijskich 1996 reprezentowało 2 zawodników (sami mężczyźni). Był to 5 start reprezentacji Malawi na letnich igrzyskach olimpijskich.

## Skład kadry

### Lekkoatletyka
Mężczyźni
- Henry Moyo – bieg na 5000 m – odpadł w eliminacjach,
- John Mwathiwa – maraton – 65. miejsce